# SN 2006bp
SN 2006bp — сверхновая звезда типа Ia, вспыхнувшая 9 апреля 2006 года в галактике NGC 3953, которая находится в созвездии Большая Медведица.

## Характеристики
Сверхновая была зарегистрирована японским астрономом-любителем Коити Итагаки (англ. Koichi Itagaki) Прародителем SN 2006bp была массивная звезда, у которой сколлапсировало ядро, а внешние слои были сброшены с колоссальной скоростью во внешнее пространство. Её масса составляла приблизительно 12—15 масс Солнца, она относилась к классу красных сверхгигантов.
В первые 12 дней после взрыва астрономы зарегистрировали мощный источник рентгеновского излучения — он был результатом столкновения ударной волны сверхновой с окружающим веществом (возможными планетами, астероидами, кометами, межзвёздными газом и пылью). Интересно, что это рентгеновское излучение появилось до наступления пика яркости SN 2006bp в оптическом диапазоне. На данный момент это первый подобный случай. Возможно, это произошло благодаря обратному эффекту Комптона, когда при взаимодействии фотонов с релятивистскими электронами происходит излучение в рентгеновском диапазоне.
Местоположение сверхновой в родительской галактике — 62" к востоку и 93" к северу от центра. Расстояние до неё составляет около 57 миллионов световых лет. Помимо SN 2006bp, в данной галактике была зарегистрирована ещё одна сверхновая — SN 2001dp.